# Lac Saint-Léger
Lac Saint-Léger este o arie protejată (sit de importanță comunitară — SCI) din Franța întinsă pe o suprafață de 5,25 ha, integral pe uscat.

## Localizare
Centrul sitului Lac Saint-Léger este situat la coordonatele 44°25′13″N 6°20′07″E / 44.42028°N 6.33528°E.

## Înființare
Situl Lac Saint-Léger a fost declarat arie specială de conservare în baza directivei 92/43 din 1992 referitoare la conservarea habitatelor naturale și a faunei și florei sălbatice pentru a proteja 3 specii de animale.

## Biodiversitate
Situată în ecoregiunea alpină, aria protejată conține 6 habitate naturale: Fânețe de joasă altitudine (Alopecurus pratensis, Sanguisorba officinalis), Lacuri eutrofice naturale cu vegetație de tip Magnopotamion sau Hydrocharition, Turbării active, Pajiști cu Molinia pe soluri calcaroase, turboase sau argilos-nămoloase (Molinion caeruleae), Mlaștini turboase de tranziție și turbării mișcătoare, Mlaștini alcaline.
La baza desemnării sitului se află mai multe specii protejate de  nevertebrate (3): fluturele auriu (Euphydryas aurinia), Phengaris teleius, Vertigo angustior